# Волос (город)
Во́лос (греч. Βόλος) — город и порт в Греции, расположенный на высоте 15 м над уровнем моря, на побережье залива Пагаситикос Эгейского моря в 60 км к юго-востоку от Ларисы у подножия горы кентавров — Пелиона. В греческой поэзии Пелион — самая красивая гора Греции. Административный центр одноимённой общины и периферийной единицы Магнисия в периферии Фессалия. Население 86 046 жителей по переписи 2011 года. Площадь 27,678 квадратного километра.
В Волосе находится кафедра Димитриадской и Алмиросской митрополии Элладской православной церкви.

## Этимология

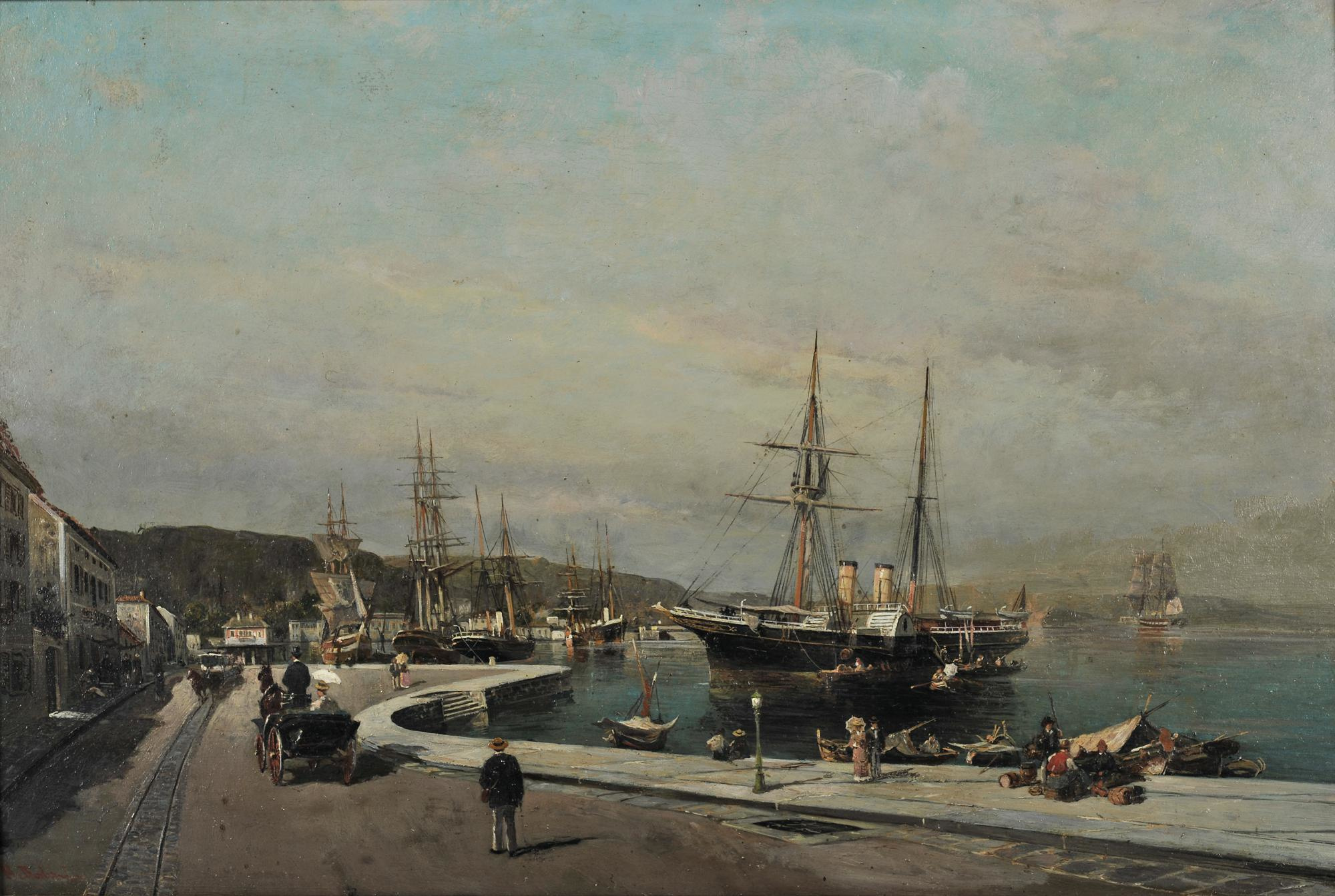
Константинос Воланакис. Порт Волоса. Около 1875. Национальная художественная галерея

По одной из версий название представляет собой искажённое Иолк (Ιωλκός). Цопотос (Τσοποτός) считал, что Волос означает место и способ заброса сети и происходит от греч. βολή «выстрел», а Голос (Γόλος) является вариантом Волоса.  Атос Трингонис (Άθως Τριγκώνης) считал, что Голос происходит от славянского «голъ», голый или «гласъ» голос в значении совет управляющих. Эту версию разделял историк Янис Кордатос (Γιάννης Κορδάτος) и лингвист [[Хадзидакис, Георгиос|Георгиос Хадзидакис]]. В пользу этой версии исторические факты: в конце VIII века славяне неоднократно совершали рейды и заселили область между Велестиноном и Волосом.

## История
Окрестности Волоса заселены с доисторических времён.

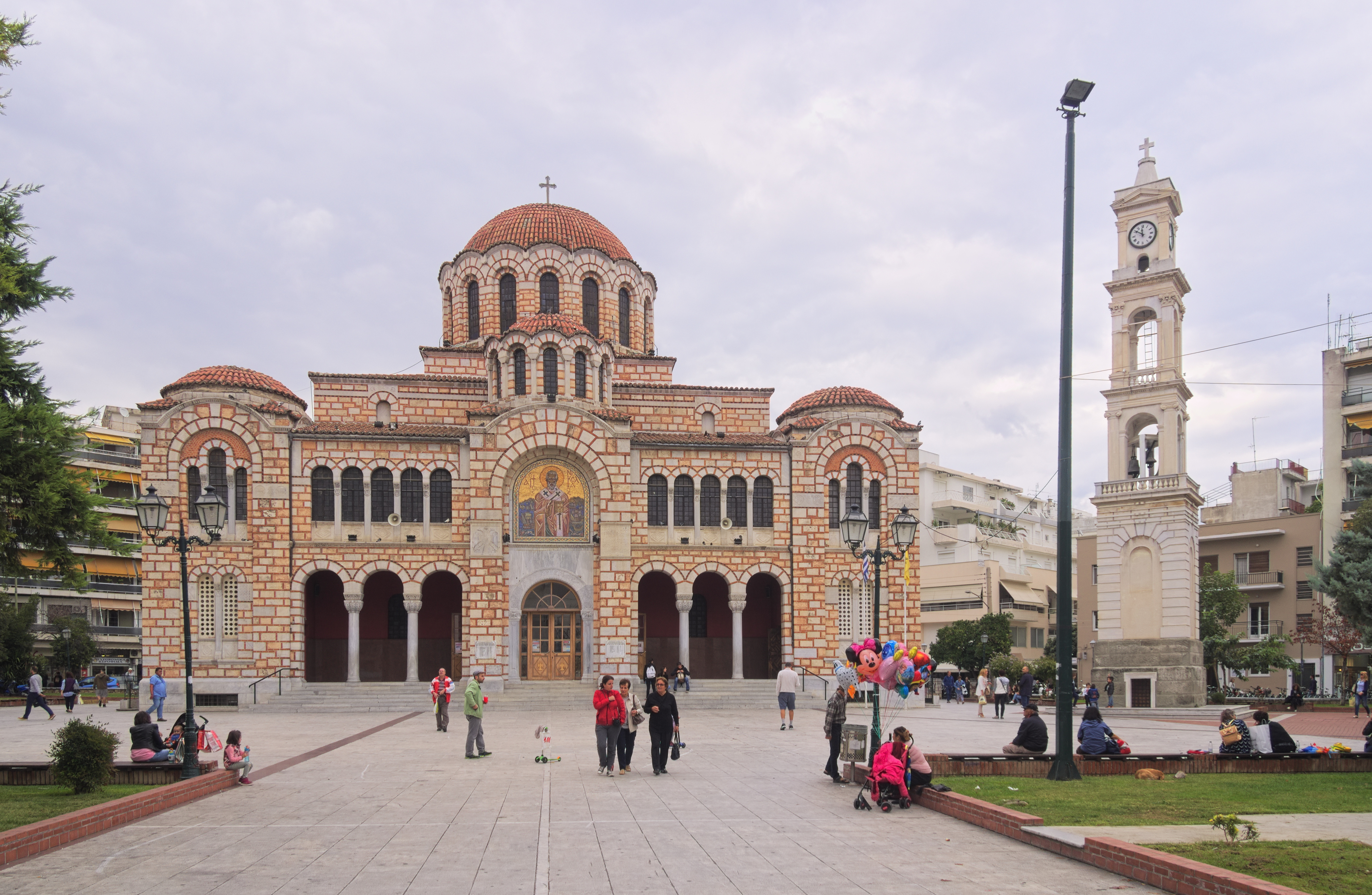
Кафедральный собор Святого Николая

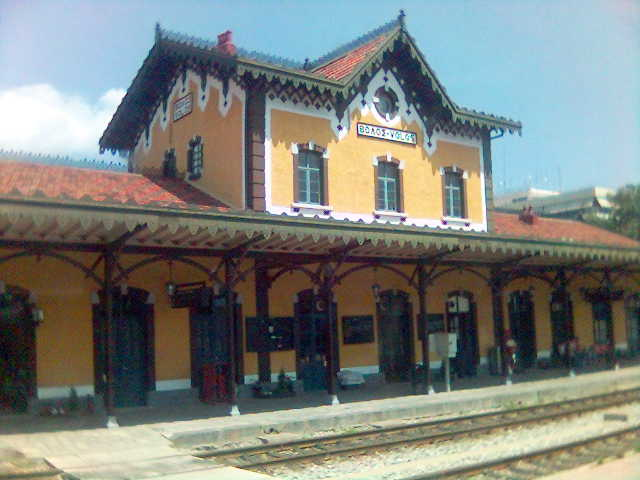
Железнодорожная станция «Волос»

Здесь находились древние города Иолк и Пагаса, откуда согласно греческой мифологии Ясон и остальные аргонавты начали свой поход в Колхиду. Примерно в 8 км от Волоса раскопано ещё два древних поселения: Димини и Сескло. В 290 году до н. э. основана Деметриада, названная в честь Деметрия I Полиоркета. Деметриада процветала и в византийский период, в период турецкого владычества, опасаясь пиратов, переместился в крепость Волоса.
Неоднократно упоминается географами в период турецкого владычества. Винченцо Мария Коронелли упоминает крепость Волоса в описании кампании Франческо Морозини в ходе Великой Турецкой войны. Григориос Констандас и Даниил Филипидис описывают замок Голоса и базар.
В городе находился хаммам, упоминаемый в 1826 году и сохранившийся до настоящего времени.
Греческие села Пелиона восстали в самом начале освободительной войны Греции 1821—1829 годов в мае 1821 года и под водительством местного военачальника Константиноса Басдекиса осадили крепость Волоса.
В апреле 1828 года эскадра флота восставшей Греции, под командованием английского филэллина Фрэнка Гастингса, в двухдневном морском бою возле Волоса потопила 7 и захватила 4 турецких кораблей. Но, согласно международным соглашениям, Фессалия осталась вне границ возрождённого греческого государства.
В 1833 году упоминается порт и деревня. Порт использовался для вывоза товаров, произведённых на Фессалийской равнине. Деревня растёт на восток в середине XIX века. В 1850 году Волос описывает Альфред Жан Франсуа Мезьер.
Фессалия и Волос воссоединились с Грецией 2 ноября 1881 года.
В апреле 1884 года открывается железнодорожная станция «Волос» на линии Лариса — Волос. В 1895 году открывается линия Волос — Милеэ, в 1885 году первый банк. Сокращается торговля сельскохозяйственными продуктами, начинает процветать торговля табаком. Строятся склады, растёт количество рабочих мест и население города. Параллельно развивается текстильное производство, строятся мельницы, позже развивается металлургия. После малоазийской катастрофы население резко увеличивается за счёт беженцев.
Землетрясения 19 апреля и 21 апреля 1955 года разрушили Волос.

## Образование
В Волосе находится Университет Фессалии.

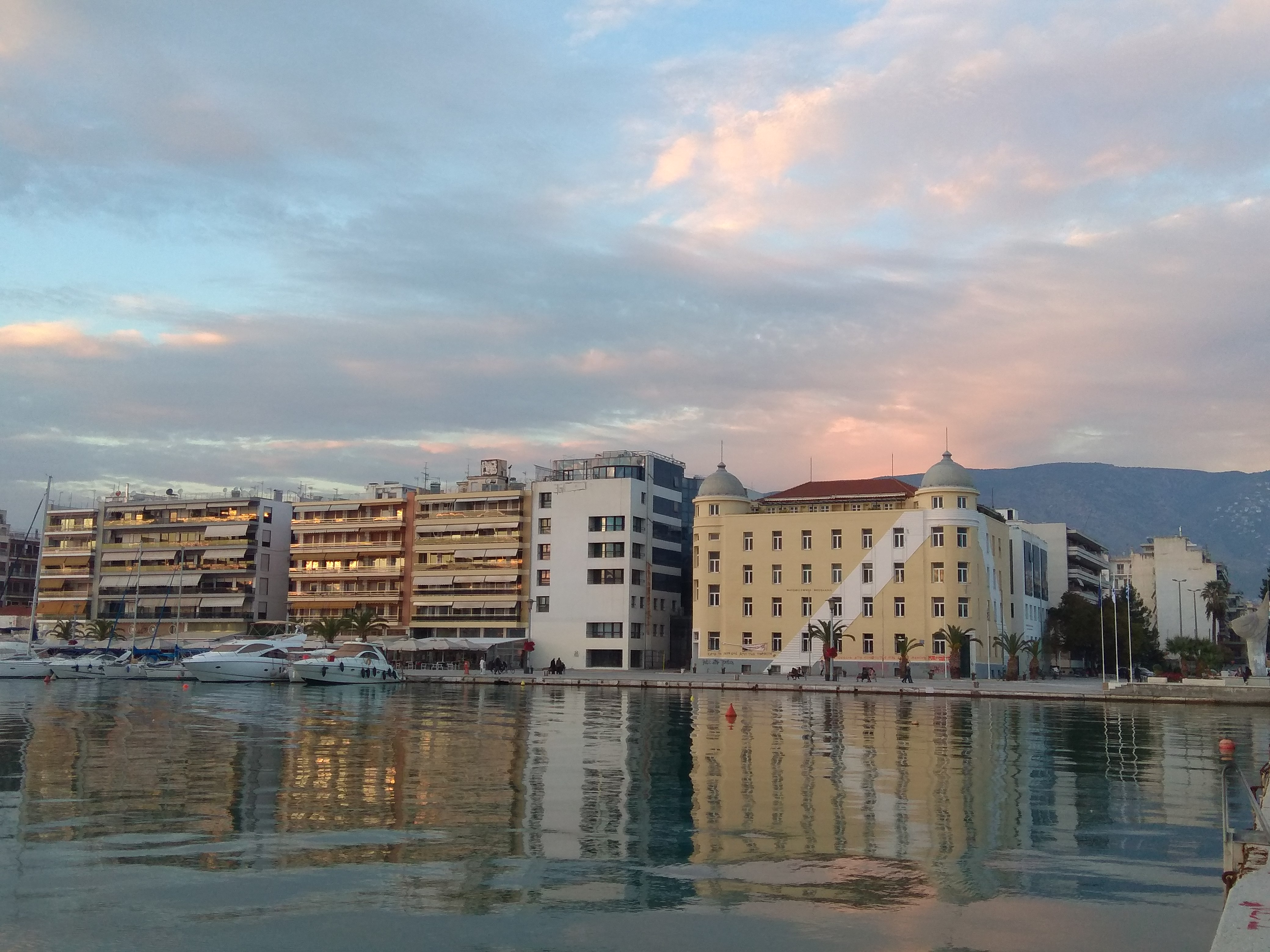
Университет Фессалии

## Достопримечательности

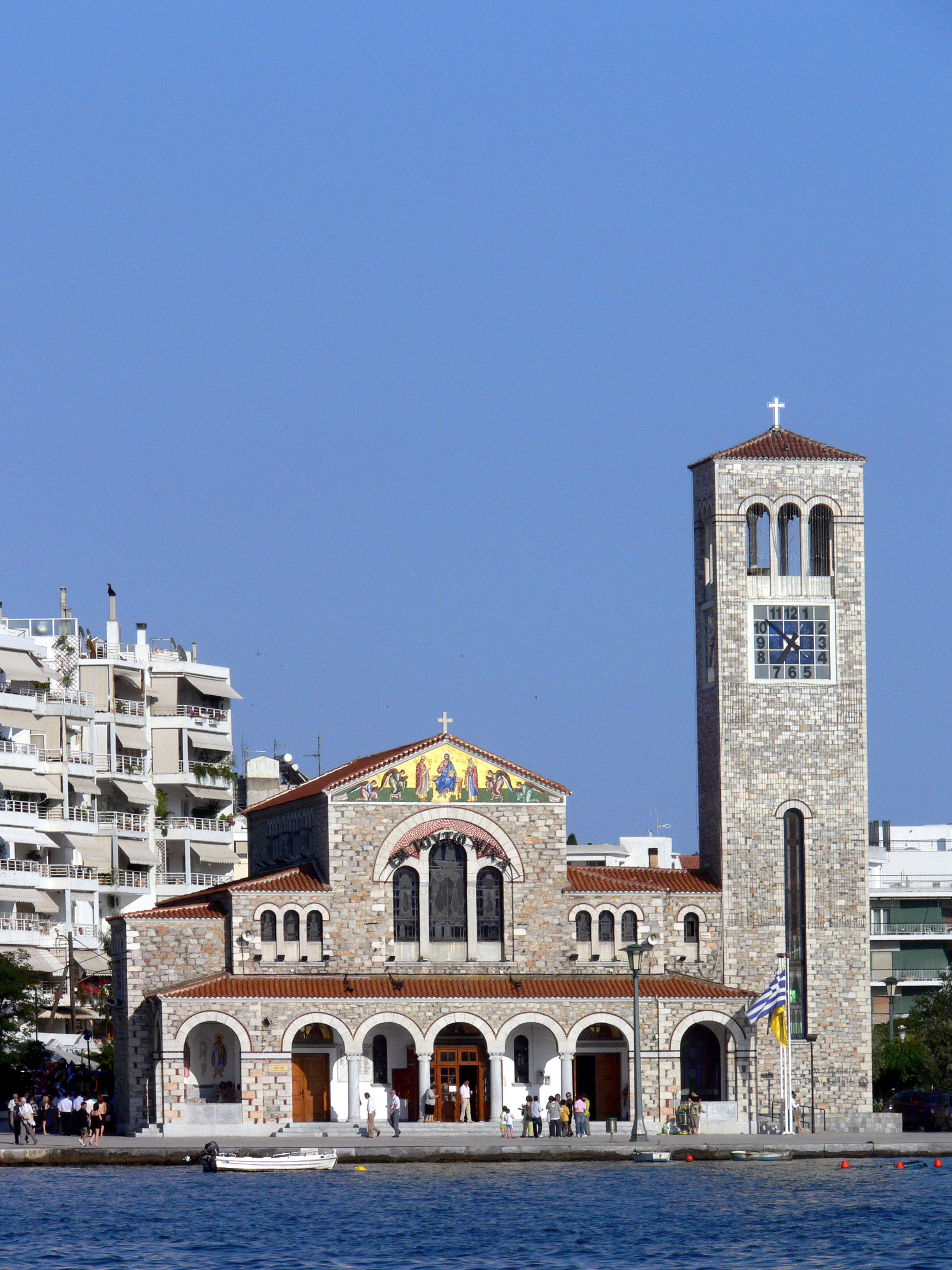
Церковь Святого Константина в Волосе

В 1934 году построен кафедральный собор Святого Николая по проекту Аристотелиса Захоса, в 1936 году — церковь Святого Константина по проекту Захоса.
В 1920-е годы создан парк Святого Константина по проекту Никоса Кицикиса на месте бывшей площади Георга I.
В Волосе находится театр с симфоническим оркестром, набережная, частично избавленная от машин и превращенная в пешеходную. Также здесь есть Археологический музей Волоса, он находится на улице Атанасаки (Αθανασάκη), дом № 1. Этот музей входит в десятку лучших в Греции. Работает Фольклорный центр Кицоса Маркиса  (Λαογραφικό Κέντρο Κίτσου Μακρή), находящийся на улице Кицу-Макри (Οδός Κίτσου Μακρή), дом № 38.
В городе дислоцируется 32-я бригада морской пехоты, одно из элитных подразделений греческих вооружённых сил.
В здании железнодорожного вокзала на втором этаже работает музей истории железных дорог.

## Транспорт
В Волос можно попасть либо на автобусе, либо на поезде. Вокзал находится к западу от площади Рига-Фереу (Ρήγα Φεραίου), отсюда ходят поезда в Афины, Ларису и Салоники. Автовокзал находится недалеко от железнодорожного вокзала, на Григориу-Ламбраки (Γρηγορίου Λαμπράκη), отсюда идут автобусы в Афины, Ларису, Салоники, а также небольшие города Фессалии и пригороды Волоса. Из порта Волоса идут паромы и судна на подводных крыльях на соседние острова: Скопелос, Скиатос и др.

## Спорт
Город представлен в Суперлиге чемпионата Греции клубом Βόλος, а во второй по значимости футбольной лиге страны — клубом Ники Волос.

## Население
| Год  | Население, человек |
| ---- | ------------------ |
| 1991 | 79 155             |
| 2001 | 85 001             |
| 2011 | ↗ 86 046           |

## Города-побратимы
- Франция, Ле-Ман
- Россия, Ростов-на-Дону
- Россия, Сочи, с 2007 года
- Болгария, Плевен